# Frisco-Express
Frisco-Express (Originaltitel: Wells Fargo) ist ein US-amerikanischer Spielfilm aus dem Jahr 1937. Der Schwarzweißfilm wurde von Howard Estabrook, Frank Lloyd und William LeBaron unter der Regie von Frank Lloyd bei Paramount Pictures produziert. Das Drehbuch schrieben Paul Schofield, Gerald Geraghty und Frederick J. Jackson nach einer Vorlage von Stuart N. Lake. Die US-Premiere fand am 30. Dezember 1937 statt. In Deutschland kam der Film 1938 in die Kinos. Im deutschsprachigen Raum ist er auch unter dem Namen Um Liebe, Gold und Heimat bekannt.

## Handlung
Die Filmhandlung beginnt in den 1840er Jahren. Ramsay MacKay ist Bote für die Wells Fargo Mail and Freight Company. Er ist mit einer eiligen Sendung auf dem Weg von New York nach Buffalo, als er Justine Prior und ihrer Mutter begegnet, die mit ihrer kaputten Kutsche liegengeblieben sind. Er hilft ihnen und sie begleiten ihn nach Buffalo, wo er seine Sendung rechtzeitig abgeben kann. Ramsay wird befördert und übernimmt die Leitung einer Zweigstelle in St. Louis, wo auch Justine lebt. Die beiden verlieben sich, aber Justines Eltern sind gegen die Verbindung, so dass sie diese beendet. Ramsay geht nach San Francisco, um die dortige Wells-Fargo-Niederlassung zu leiten. Einige Zeit später kommt ihm Justine nach und die beiden heiraten nun und bekommen zwei Kinder. Während des Bürgerkrieges erhält Ramsay den Auftrag, Goldlieferungen nach Washington durchzuführen. Er sagt den Nordstaaten seine Unterstützung zu, obwohl er Justine versprochen hat neutral zu bleiben. Diese ist sehr getroffen davon, da ihr Bruder für die Südstaaten gefallen war. Sie schreibt dem befreundeten Südstaatenoffizier Talbot einen Brief, in dem sie die geplante Route und den Inhalt der nächsten Goldlieferung erwähnt. Sie bekommt jedoch Skrupel und schickt den Brief nicht mehr ab. Auf dem Weg nach Washington wird Ramsays Konvoi von den Südstaatlern überfallen. Talbot fällt bei diesem Angriff und Ramsay findet Justines Brief bei ihm. Verletzt bricht er jeden Kontakt zu ihr ab. Justine kehrt zurück nach St. Louis. Jahre später kehrt Ramsay nach St. Louis zurück, um nach seiner Familie zu sehen. Hier erfährt er, dass nicht Justine den Brief abgeschickt hat, sondern ihre Mutter, die auch weiterhin gegen die Beziehung gewesen war. Ramsay entschuldigt sich und die beiden versöhnen sich wieder.

## Auszeichnungen
Loren L. Ryder wurde 1938 mit Wells Fargo für einen Oscar in der Kategorie Bester Ton nominiert.